# Marin Alsop
Marin Alsop (Nova Iorque, 16 de outubro de 1956) é uma violinista e regente de orquestra estadunidense. Atualmente é diretora musical da Orquestra Sinfônica de Baltimore e da  Orquestra Sinfônica do Estado de São Paulo (OSESP).
Em de 12 fevereiro de 2011, foi anunciada como a nova regente titular da OSESP,  função que exerceu de 2012 até 2019.Em 2015, seu contrato com a orquestra foi prorrogado até 2019. Sua carreira como regente titular da OSESP se encerra em 2019, quando Thierry Fischer é assumido como novo regente titular da OSESP, em 2020, seu último concerto com a Orquestra Sinfônica foi parte do projeto Beethoven no dia 15 de Dezembro de 2019.[5] Foram 8 anos de conquistas brilhantes para a sinfonia. Agora, Alsop assume a Orquestra Sinfônica de Rádio de Viena.
Nascida em  Manhattan, é filha de  Ruth, violoncelista da orquestra do New York City Ballet, e de LaMar Alsop,  violinista  e concertista da mesma orquestra. Ainda muito pequena, inicia seus estudos de piano e violino. Ingressou na  Yale University em 1972. Em 1975 transferiu-se para a   Juilliard School, onde se graduou (1977) e obteve o seu mestrado (1978) em violino.Em 1979, inicia seus estudos de regência, com Carl Bamberger . Em 1981, criou o conjunto de cordas String Fever (ainda ativo), composto de 4 violinos, 2 violas, 2 violoncelos,  baixo e percussão.  Em 1984 cria a Concordia Orchestra, dedicada a explorar diferentes gêneros musicais, com ênfase no jazz  e no repertório contemporâneo. Em 1989, recebeu o prêmio   Koussevitsky de regência, do Tanglewood Music Center - prêmio nunca antes atribuído a uma mulher. No mesmo ano, tornou-se diretora musical da Eugene Symphony Orchestra - função na qual permaneceria até 1996. Ainda em 1989, foi aluna de Leonard Bernstein, Gustav Meier e Seiji Ozawa, no Tanglewood Music Center. Tornou-se regente substituta da  Richmond Symphony, de Richmond (Virgínia). 